# Lea Boy
Lea Boy (24 gennaio 2000) è una nuotatrice tedesca specializzata nel nuoto di fondo, vincitrice della medaglia d'oro a Gwangju 2019 nella 5 km a squadre.

## Biografia
Si è messa in mostra agli europei giovanili di Hódmezővásárhely 2016, vincendo il bronzo negli 800 metri stile libero, dietro all'ungherese Ajna Késely ed alla portoghese Tamila Hryhorivna Holub.
Ai Mondiali di Gwangju 2019 si è laureata campionessa iridata nella 5 km a squadre, con Sarah Köhler, Sören Meißner e Rob Muffels.
Agli europei di Budapest 2020, disputati nel maggio 2021 presso il lago Lupa, ha vinto la medaglia d'oro nella 25 km, precedendo sul podio la francese Lara Grangeon e l'italiana Barbara Pozzobon.

## Palmarès
- Mondiali

Gwangju 2019: oro nella 5 km a squadre.
Budapest 2022: oro nella 6 km a squadre misti, argento nella 25 km.
- Europei

Budapest 2020: oro nella 25 km, argento nella gara a squadre.
Belgrado 2024: argento nella 25 km.
Cittavecchia 2025: bronzo nella 10 km e nella knockout sprint.
- Europei giovanili

Hódmezővásárhely 2016: bronzo negli 800m sl.